# 埼玉県道178号北河原熊谷線

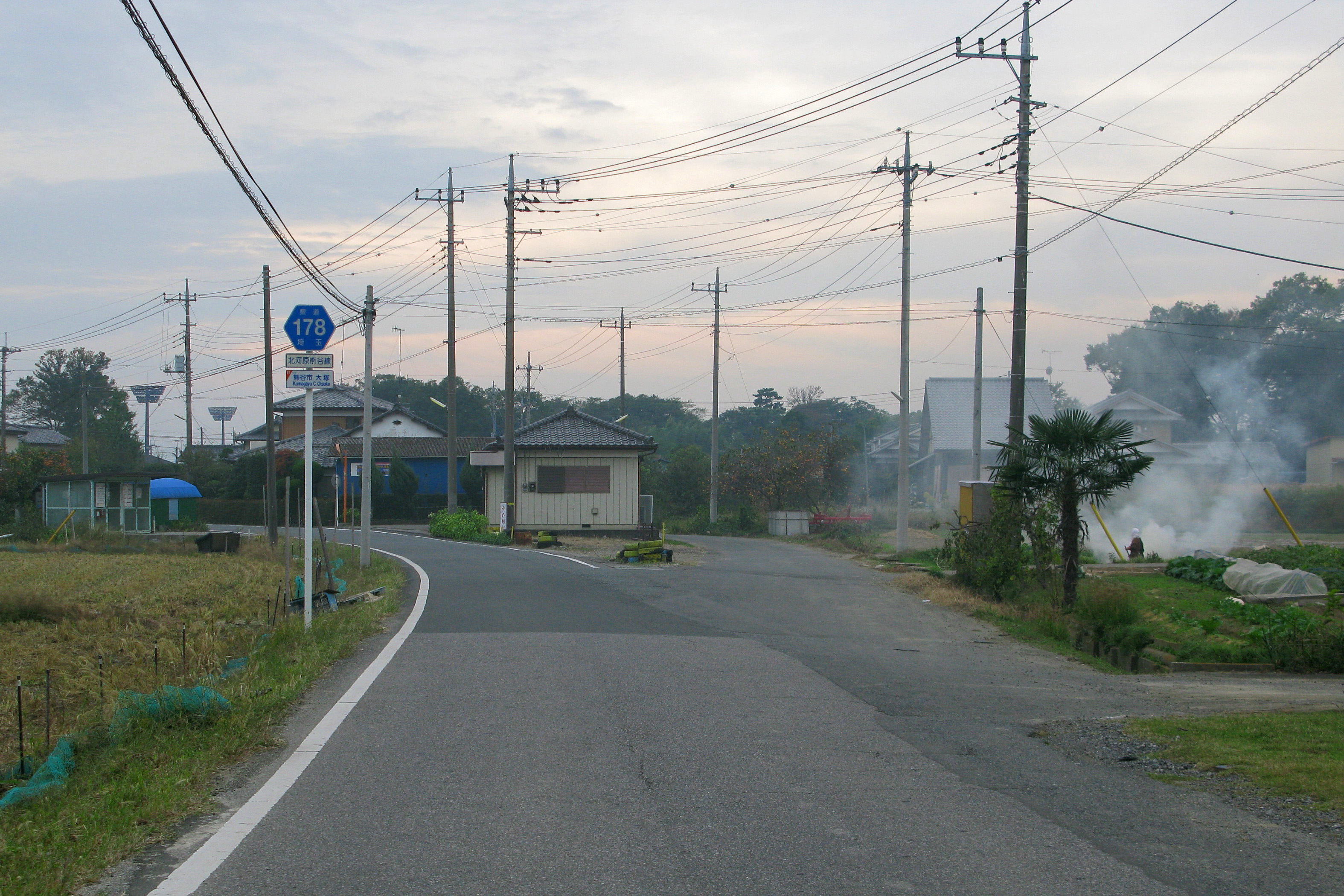
熊谷市大塚地区（2011年10月）

埼玉県道178号北河原熊谷線（さいたまけんどう178ごう きたがわらくまがやせん）は、埼玉県行田市の埼玉県道59号羽生妻沼線から、熊谷市の埼玉県道303号弥藤吾行田線に至る県道である。

## 概要
旧行田市立北河原小学校（2022年3月閉校）前の交差点から、熊谷スポーツ文化公園の東側（埼玉県道303号弥藤吾行田線との交点）に至る（埼玉県 埼玉県道路網図・熊谷県土整備事務所管内図・行田県土整備事務所管内図より）。
以前は、さらに国道17号熊谷バイパスを越えて、熊谷市立成田小学校前（成田小前交差点）に至っていた（当時の実延長は5,879メートル）。埼玉県道303号弥藤吾行田線以西の区間は、現在は廃止・市道降格となっているが一部地図や熊谷バイパスでの案内標識上では北河原熊谷線扱いのまま残されている。

### 路線データ
- 起点：埼玉県行田市（埼玉県道59号羽生妻沼線 小学校前交差点）
- 終点：埼玉県熊谷市（埼玉県道303号弥藤吾行田線 交差点）
- 実延長：3,843 m

## 通過する自治体

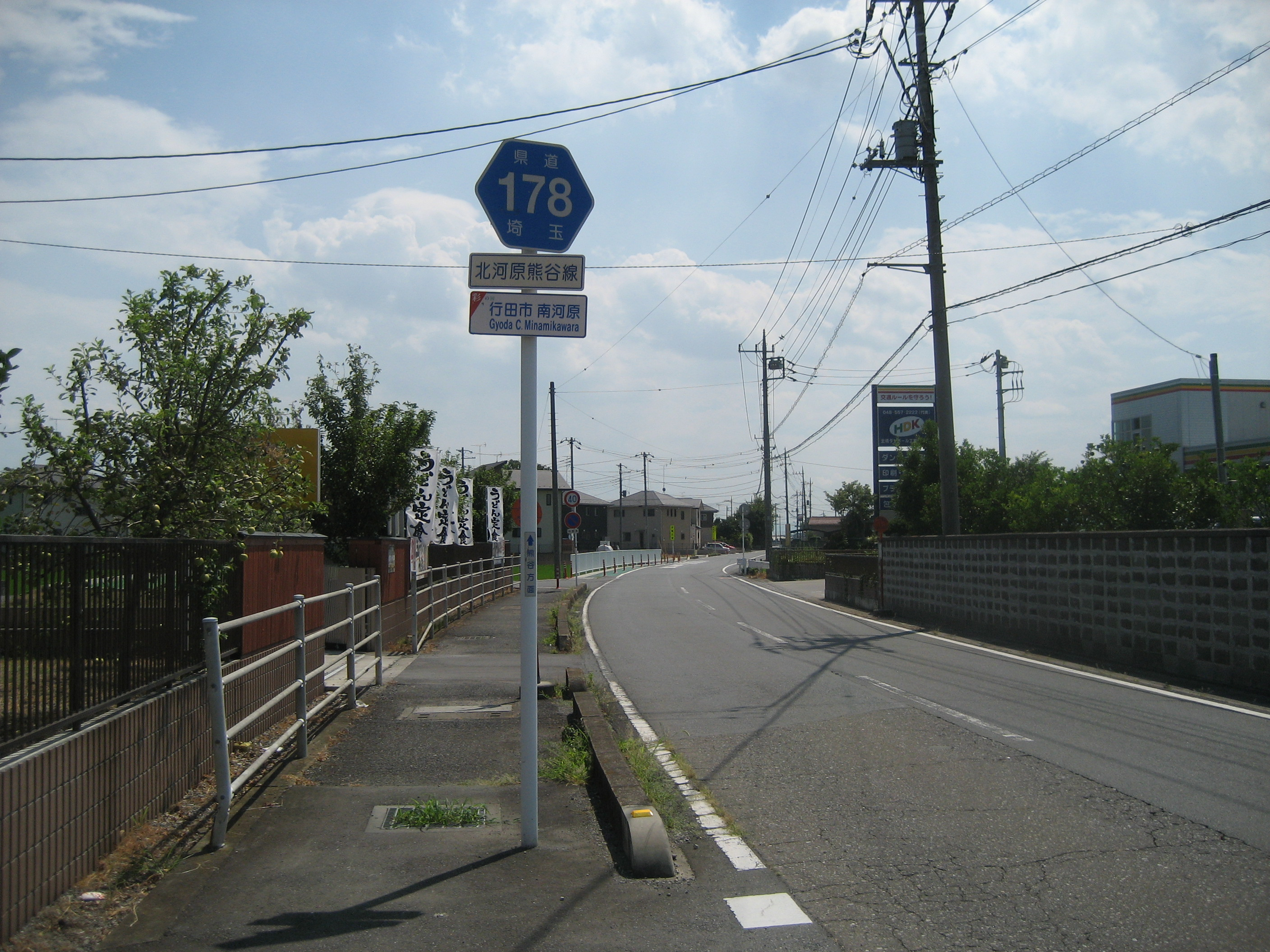
行田市内

- 行田市
- 熊谷市

## 重複区間
- 埼玉県道362号上中条斎条線（行田市役所南河原支所 - 南河原交差点）

## 交差する道路
- 埼玉県道59号羽生妻沼線「北河原小学校交差点」
- 埼玉県道362号上中条斎条線「南河原交差点」
- 埼玉県道303号弥藤吾行田線

廃止区間
- 国道17号熊谷バイパス「上之交差点」
- 埼玉県道128号熊谷羽生線「成田小学校前交差点」

## 周辺の施設
- 行田市北河原公民館
- 行田市立北河原小学校（2022年3月閉校[1]）
- 行田警察署南河原駐在所
- 行田市役所南河原支所
- 埼玉県営熊谷スポーツ文化公園
- 熊谷市立成田小学校